# Woodstock (muziekfestival)
Woodstock (voluit Woodstock Music & Art Fair) was een muziekfestival dat van 15 tot en met 18 augustus 1969 gehouden werd in de Amerikaanse plaats Bethel, New York, op een weiland (240 ha) van de melkveehouder Max Yasgur. Het Woodstockfestival was een hoogtepunt van de tegencultuur van de jaren zestig en van het hippietijdperk. Het festival werd Woodstock genoemd naar de gelijknamige plaats op een kleine zeventig kilometer afstand die bekendstond als centrum van de toenmalige hippiecultuur.
Het festival had als motto "3 Days of Peace & Music". Het geldt als een van de belangrijkste en bekendste evenementen in de geschiedenis van de Amerikaanse hippiecultuur en popmuziek. Rolling Stone noemde het evenement in zijn 50 Moments That Changed the History of Rock and Roll. Hoewel aanvankelijk 200.000 mensen werden verwacht, lag het uiteindelijke bezoekersaantal ruim boven de 400.000, van wie de meesten geen entreegeld hadden betaald. Hierdoor was het festival eerst niet winstgevend voor de organisatoren, maar dankzij de platenverkoop en inkomsten van de film werd het dat uiteindelijk toch nog.
Ondanks het gebruik van alcohol en drugs was er weinig misdaad en geweld op het festival. Er waren echter te weinig voorzieningen getroffen voor het onverwacht grote aantal bezoekers, waardoor de autoriteiten uiteindelijk besloten de noodtoestand over het festivalterrein uit te roepen. Er vielen drie doden: één gerelateerd aan insuline, één doordat een man in slaap was gevallen en door een tractor werd overreden en een andere festivalganger stierf aan een gesprongen blindedarm. Daarnaast werden er op het festival twee baby's geboren en hadden vier vrouwen een miskraam. In 2017 werd de grond tot historisch erfgoed verklaard. Het werd opgenomen in het National Register of Historic Places.

## Artiesten
Artiesten die optraden of op Woodstock waren, alfabetisch gerangschikt:
- Joan Baez (m.m.v. Jeffrey Shurtleff)
- The Band
- Blood, Sweat & Tears
- Paul Butterfield Blues Band
- Canned Heat
- Joe Cocker & The Grease Band
- Country Joe and the Fish
- Creedence Clearwater Revival
- Crosby, Stills, Nash & Young
- Grateful Dead
- Arlo Guthrie
- Tim Hardin
- The Keef Hartley Band
- Richie Havens
- Jimi Hendrix
- The Incredible String Band
- Jefferson Airplane
- Janis Joplin
- Melanie
- Mountain
- Quill
- Santana
- John Sebastian
- Sha-Na-Na
- Ravi Shankar
- Sly & the Family Stone
- Bert Sommer
- Swami Satchidananda
- Sweetwater
- Ten Years After
- The Who
- Johnny Winter (m.m.v. Edgar Winter)

## Galerij

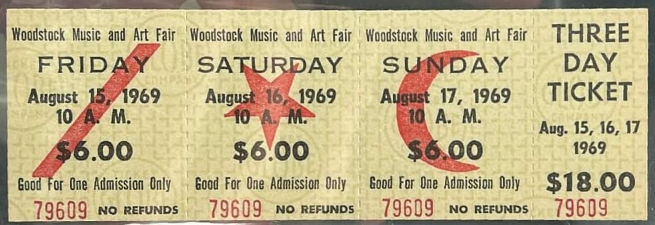
Woodstockticket
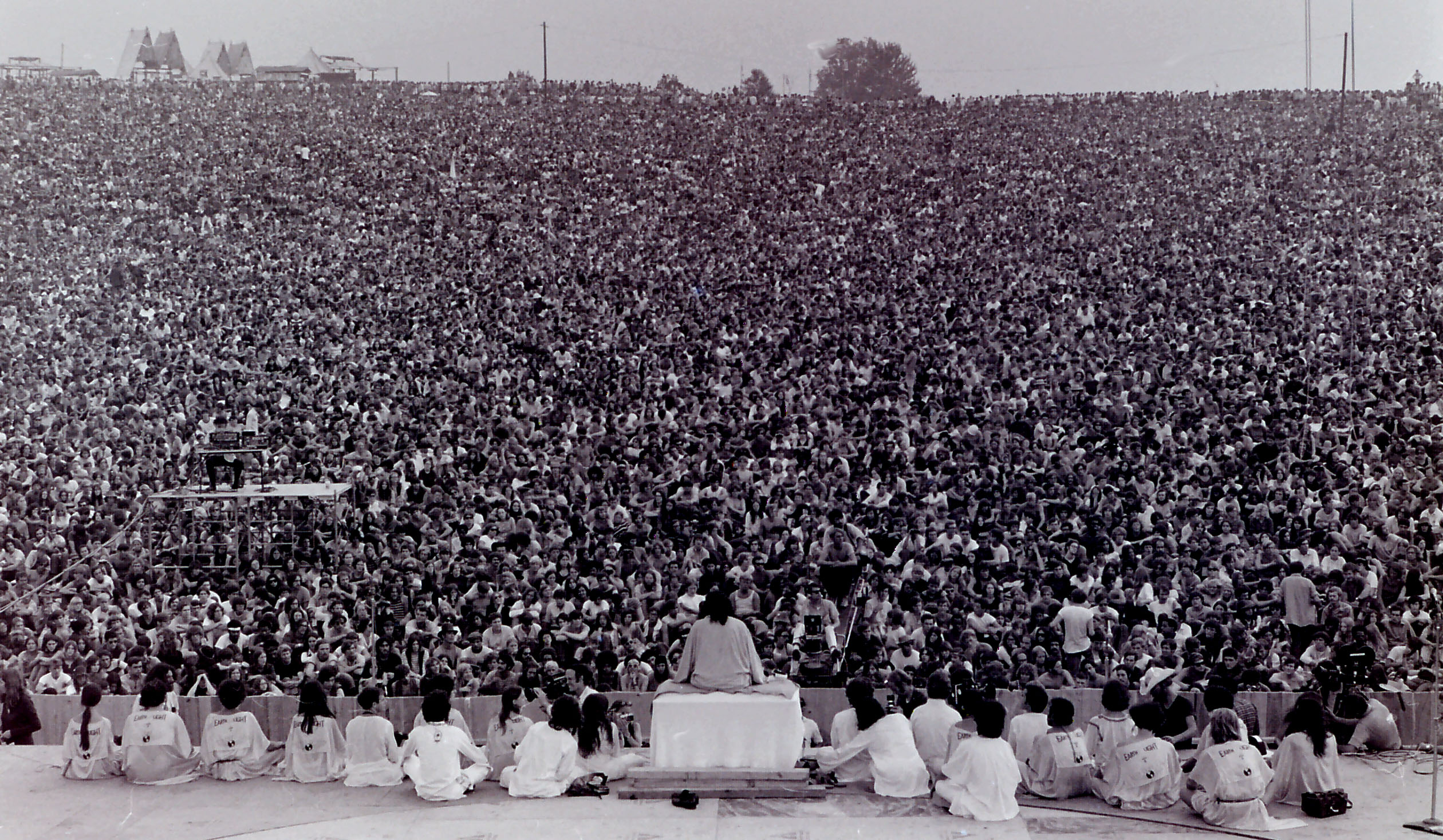
Openingsceremonie met Swami Satchidananda
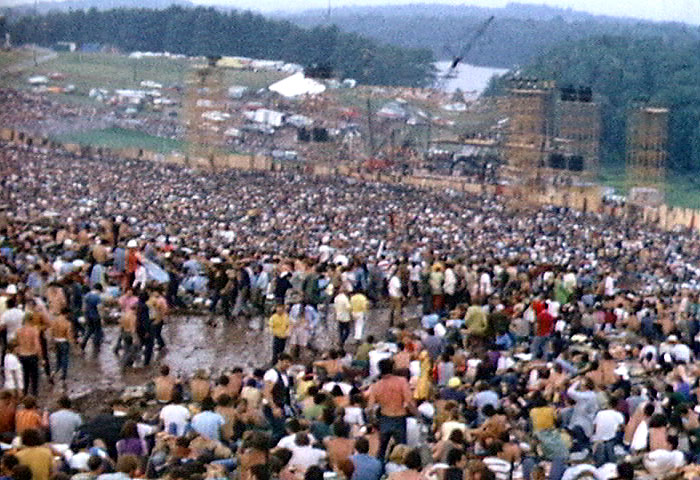
Het podium stond onder aan een heuvel, waardoor een natuurlijk amfitheater ontstond
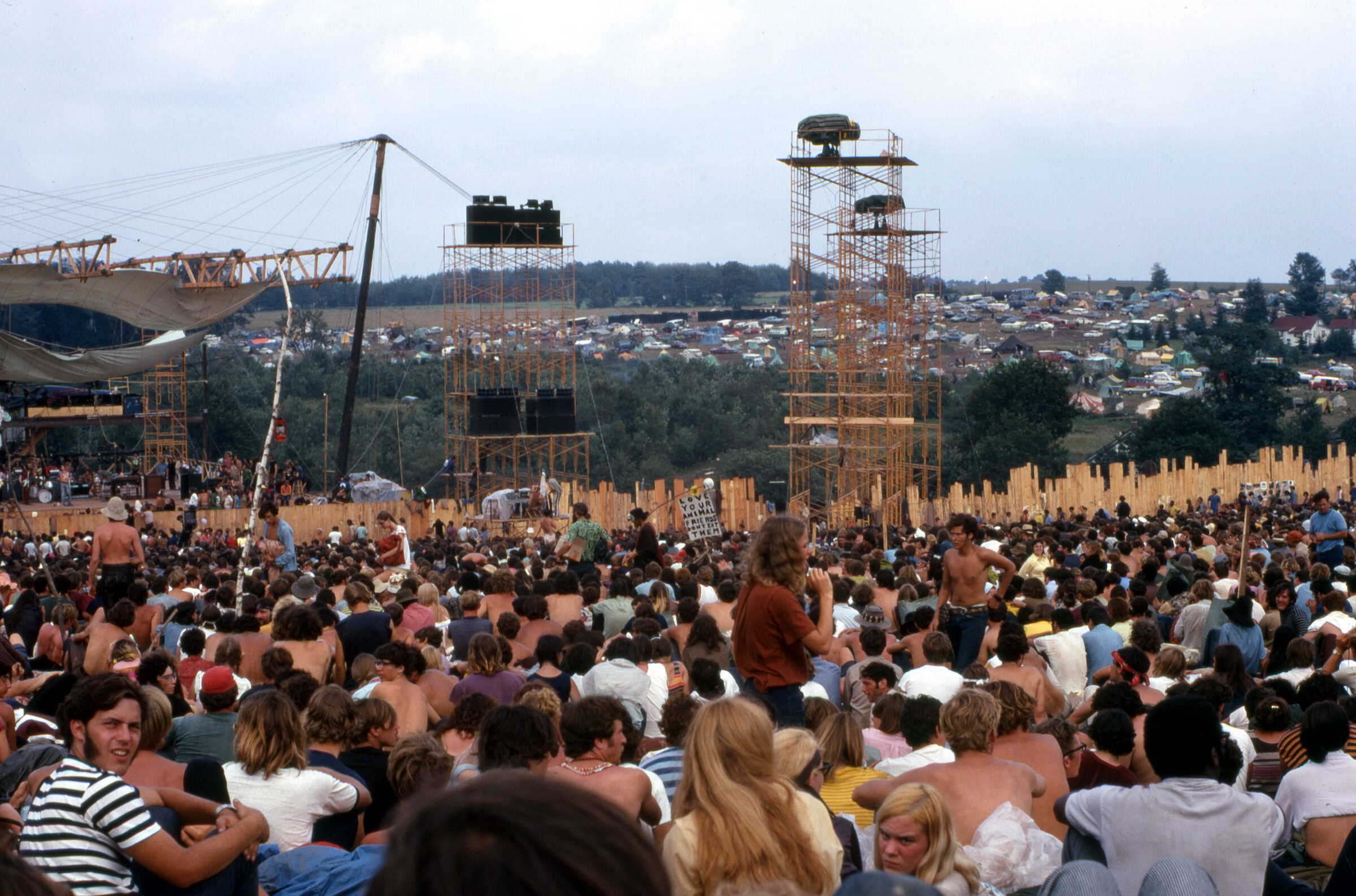
Joe Cocker treedt op voor enorme licht- en geluidstoestellen
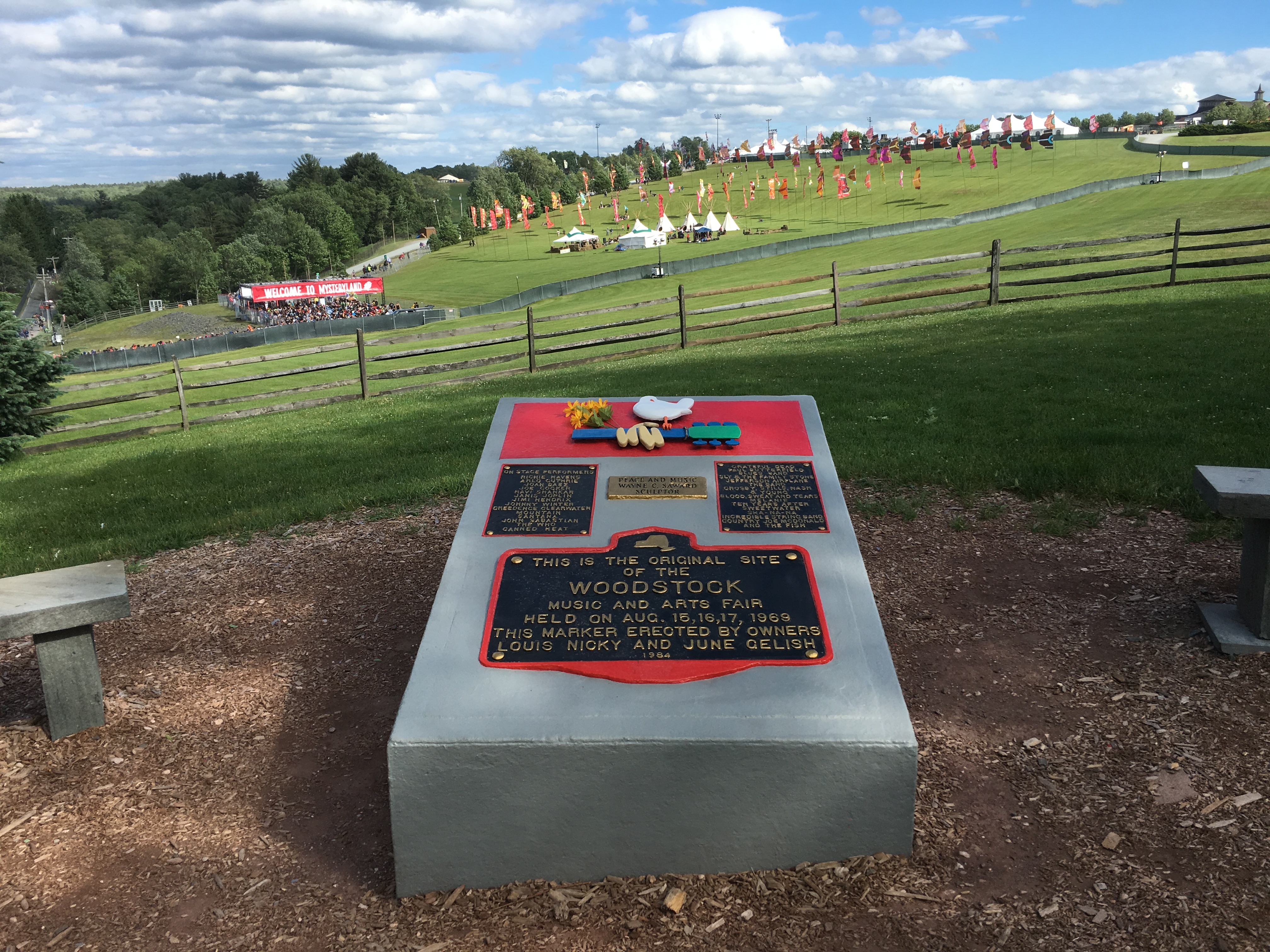
Monument bij festivalweide (sinds 1984)
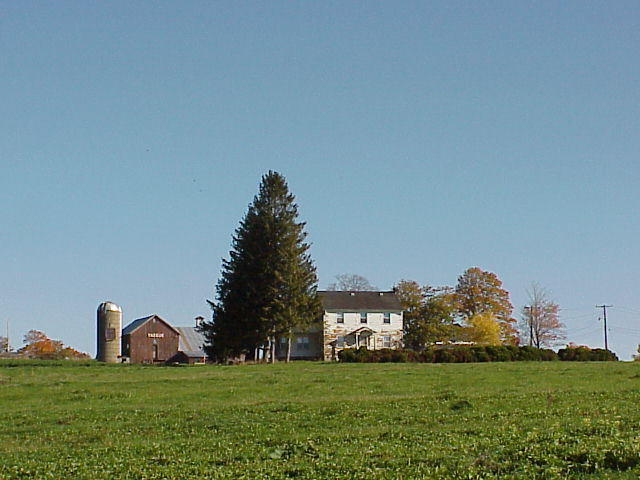
Boerderij van Max Yasgur (1999)